# Iers

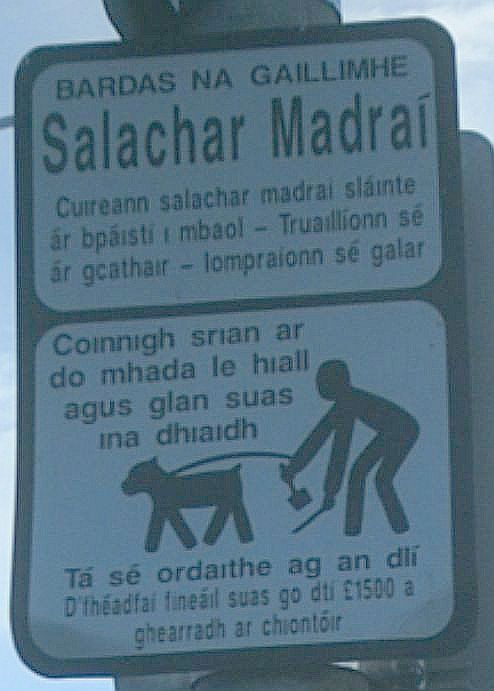
Ierstalig waarschuwingsbord. Vaak ziet men dat de punt op de i ontbreekt, wellicht om een duidelijk verschil te maken met de i zonder en met accentteken.

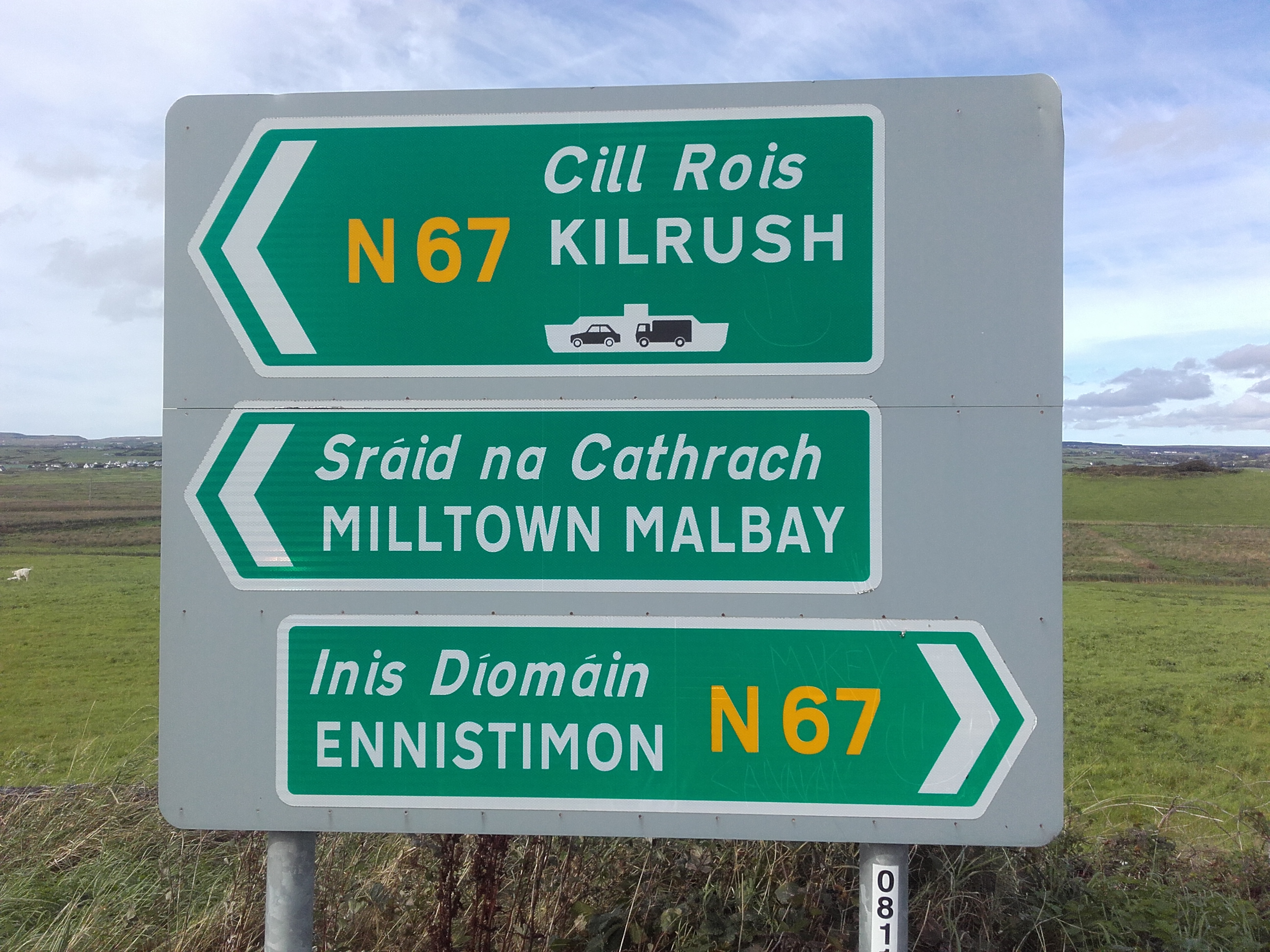
Tweetalige bewegwijzering in Ierland

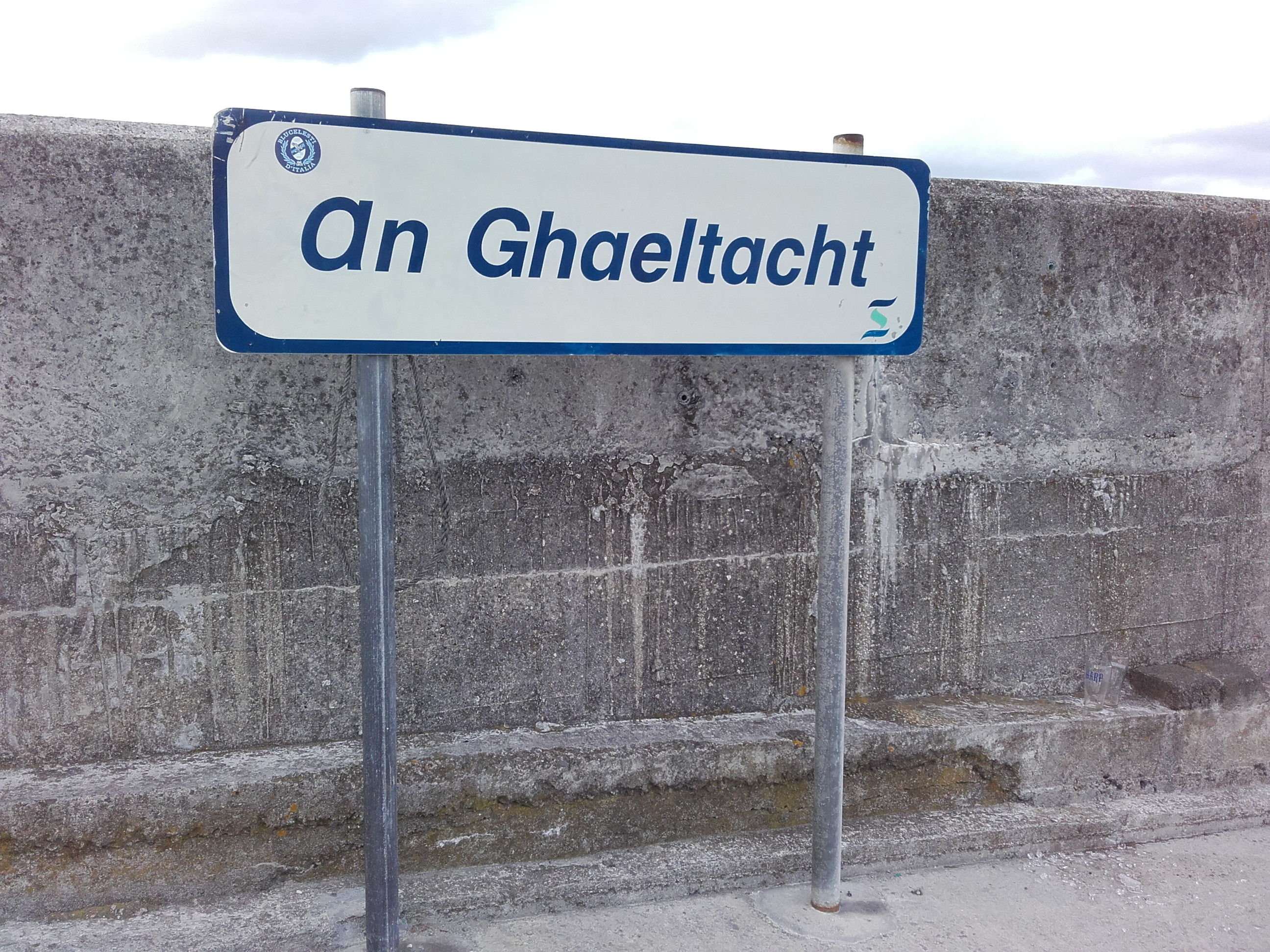
Aanduiding van de Gaeltacht

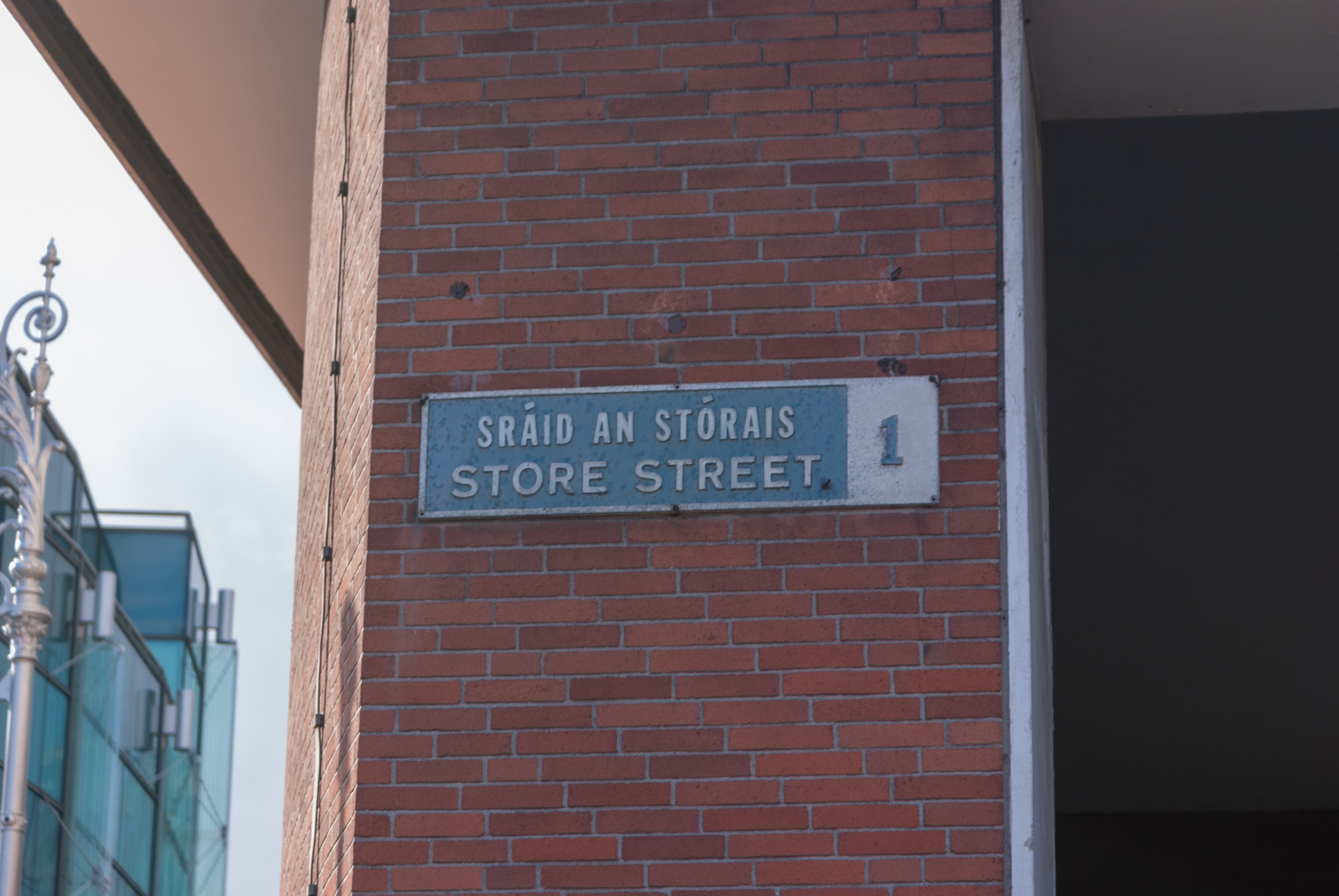
Tweetalig straatnaambord in Dublin

Gaeltacht-gebieden in Ierland

Iers of Iers-Gaelisch (Gaeilge, oudere spelling Gaedhilge, Gaedhealg) is een Keltische taal die gesproken wordt in Ierland.
Het Primitief Iers is bekend uit de vijfde en zesde eeuw door inscripties in het Ogham-alfabet. Vanaf de zesde eeuw zijn er Oudierse glossen, en vanaf 700 een rijke literatuur. Deze literatuur is later te boek gesteld want zij had wezenlijk het karakter van een oraal-poëtische overdracht. De Ierse stamgemeenschappen, georganiseerd in met elkaar rivaliserende koninkrijken, werden tegen elkaar uitgespeeld door de Normandische elite van Engeland die in de middeleeuwen de Ierse Zee overstak en het gezag in handen kreeg maar het vaak ook weer moest loslaten en het uiteindelijk grotendeels door huwelijk opging in de Ierse koningsgeslachten. Alleen in de zogenaamde Pale, de provincie bewesten Dublin, en in de weinige zeehandelssteden wist het Engelstalige element zich te handhaven. De afwijzing door de Ieren van de Engelse kerkhervorming in de zestiende eeuw versterkte de Engels-Ierse tegenstellingen en voorlopig ook nog de positie van de Ierse elite. In de zeventiende eeuw was Engeland sterk genoeg om het opstandige Ierland met veel geweld te annexeren. Op de koningsgetrouwe Engelse ‘baronnen’ na vluchtte de Ierse elite grotendeels naar het buitenland, haar landbezit werd geconfisqueerd en aan Engelsen geschonken. De Rooms-Katholieke Kerk en haar instellingen, met name de zeer talrijke kloosters, werden verboden en ontmanteld. Het Iers degenereerde tot de taal van analfabete paupers. Voorlopig ‘beschermde’ dit Iers de Ieren tegen Engelse en protestantse invloed en de Anglicaanse staatskerk bleef in haar aanhang dan ook beperkt tot de Engelse elite en de Engelse en Schotse kolonisten die in groten getale in de zogenaamde ‘plantations’ gevestigd werden op onteigend land. De Rooms-Katholieke Kerk zelf zou zich overigens afkeren van het Iers en de taalkundige anglicering van de Ieren actief bevorderen. Dat weerspiegelt de ambitie om in de Engelstalige wereld een machtsfactor te worden.

## Britse overheersing

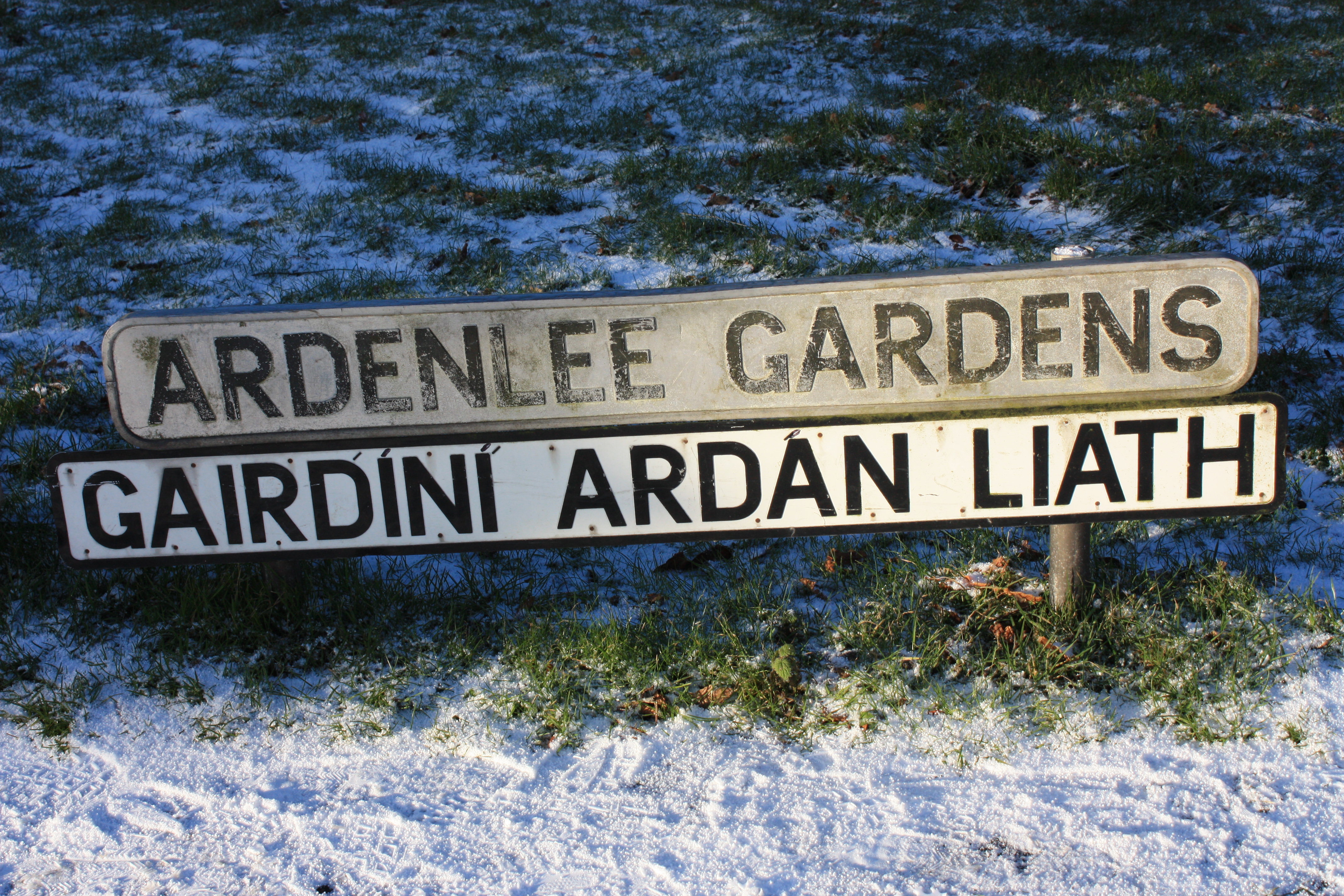
Tweetalig straatnaambord in Noord-Ierland

De Britse machthebbers vestigden het Engels als de enige officiële taal van Ierland. De verboden Katholieke Kerk steunde het Iers aanvankelijk door de zielzorg vanaf het Europese vasteland te laten bedrijven met daar opgeleide Ierssprekende missionarissen, als regel vluchtelingen die als dienaren van vreemde staatsmachten in Ierland werden vervolgd, maar toen de Britse overheid de Rooms-Katholieke Kerk na 1800 weer erkende, ging zij het Engels steunen omdat zij daarmee haar positie in het gehele Verenigd Koninkrijk dacht te kunnen versterken. Tot overmaat van ramp zag de Ierse nationalistenleider Dónall Ó Conaill (Daniel O'Connell) geen toekomst voor het Iers, en zette hij in op de Engelssprekende stedelingen, met name die in Dublin, omdat hij de weg naar autonomie van Ierland alleen geplaveid zag via een moderne Engelstalige generatie en het parlement in Londen. Op dat moment was het Iers nog altijd de meest gesproken taal in Ierland. Toen rond 1830 de algemene leerplicht werd ingevoerd, werd ook het Engels voorgeschreven als de enige onderwijstaal. Zelfs ouders die zelf geen woord Engels spraken, vroegen onderwijzers hun kinderen te straffen als ze op school Iers gebruikten. Sindsdien halveerde per generatie het aantal Ierstaligen en verschoof de grens tussen uitsluitend Engelstalige en tweetalige/Ierstalige gebieden steeds meer naar het westen. Daarbij speelde mee dat de toekomst van de Ieren niet langer in het eigen, door overbevolking en hongersnood geteisterde, land lag, maar in emigratie naar Engeland, Schotland, de Verenigde Staten en de Engelse koloniën. Engels was daarbij het noodzakelijke medium om zich een plaats te kunnen verschaffen.
Pas in de laatste decennia van de negentiende eeuw kwam er een tegenbeweging ten gunste van het Iers op gang. De voorman van deze beweging was Douglas Hyde met zijn geruchtmakende verhandeling The Necessity for De-Anglicising Ireland (1892) waarin hij betoogde dat de Ieren bezig waren zichzelf te vernederen en te verslappen tot tweederangs Engelsen. Alleen door de handhaving van hun culturele wortels zouden zij hun specifieke eigen aard en daarmee hun morele en politieke kracht kunnen behouden. In de Ierse taal moest deze kracht een uitdrukking gegeven worden. Met de in 1922 verworven staatkundige onafhankelijkheid zette de Ierse regering zich – althans officieel – in voor de herleving van het Iers. Iers werd de eerste overheidstaal, verplicht voor alle ambtelijke functies en overheidsdocumenten, en verplicht in het onderwijs. In de praktijk was het taalbeleid gebrekkig en halfslachtig, omdat inmiddels de meeste ambtenaren en leraren Engelstalig waren geworden. De meeste basisschooldocenten zijn inmiddels tweetalig, omdat ze ook de lessen Iers moeten verzorgen. De overheid had dat ook van ook van haar ambtenaren kunnen gaan eisen, maar tweetaligheid bleef een symbolische functievoorwaarde.
Een taalkundige omschreef het officiële Ierse taalbeleid als ‘gas geven en tegelijkertijd op de rem gaan staan’. Critici wezen erop dat de Ierse politici vooral anderen Iers wilden laten gebruiken en zelf niet het goede voorbeeld gaven. Zo werd het Iers officieel de eerste taal van het land, maar in 1926 besloot de regering dat ook in de nog overwegend Ierstalige gebieden om praktische redenen de bestuurstaal Engels moest blijven, zolang niet iedereen voldoende Iers kon spreken. Zo droeg ze bij tot de verdergaande verengelsing van de laatste Ierstalige gebieden.
Om voor overheidsfuncties in aanmerking te komen, moest officieel elke aspirant-ambtenaar tot 1974 Iers kennen. Al in de jaren 1920 was besloten dat niet de oude maar alleen nieuwe ambtenaren binnen 5 jaar de Ierse taal moesten leren beheersen. Maar telkens wanneer het vijfde jaar naderde, werd de termijn verlengd. Zo geschiedde 45 jaar lang, tot 1974, toen de regering die verplichting afschafte. Officieel verkondigde de regering dat ze verwachtte dat de afschaffing van het verplichte Iers tot een opleving zou leiden. De ombudsman voor de Ierse taal bracht een paar jaar een paar documenten aan het licht die aantonen dat de regering zeer goed wist dat juist het omgekeerde het gevolg zou zijn. Symptomatisch is het ministerie van Onderwijs, waar tot 1974 Iers de enige werktaal was. Een paar jaar geleden bleek dat op dat moment nog maar een kleine anderhalf procent van de ambtenaren daar in staat was hun werk in het Iers te doen.
En dat terwijl het percentage Ieren dat goed tot zeer goed Iers kan spreken landelijk op zo'n 13 procent wordt geschat.
Als schaamlap voor dit falende beleid besloot de regering om in de laatste, overigens zeer kleine en ontvolkende, gebieden waar Iers nog een dagelijkse omgangstaal was – de Gaeltacht – de taal tot enige officiële overheids- en onderwijstaal te proclameren. Om de leegloop uit deze ver uit elkaar gelegen taalreservaten tegen te gaan stimuleert de overheid met subsidie de vestiging van ondernemingen, mits zij Iers als bedrijfstaal gebruiken. Dit werd niet consequent nageleefd en gecontroleerd zodat aangeworven bedrijven eerder bijdroegen tot de verengelsing.
Officieel mag iedere burger in zijn contacten met de overheden in de Europese Unie een willekeurige taal van de EU gebruiken, dus ook Iers. Maar elke Ier weet dat zijn zaak dan vaak minder zorgvuldig en in ieder geval langzamer behandeld wordt. Daarom zien ook degenen die de taal goed beheersen er meestal van af Iers in officiële correspondentie te gebruiken. De overheid verontschuldigt zich voor het tekort aan Ierstalige ambtenaren, een tekort dat ze zelf heeft veroorzaakt. Het taalbeleid beperkt zich in de praktijk hoofdzakelijk tot symboliek in officiële opschriften.
De taal heeft in Ierland officieel een beschermde positie: het is de eerste officiële taal van het land. Ondanks deze erkenning hebben slechts weinigen haar ook echt als moedertaal geleerd en kan het Iers zelfs als een potentieel bedreigde taal worden beschouwd. De paradox is dat het Iers weliswaar als een tweede, ‘vreemde’ taal wordt onderwezen, maar niet als dagelijkse gebruikstaal wordt geleerd en slechts weinigen haar als moedertaal meekrijgen. De kracht van de orale traditie heeft het hedendaagse Iers verloren. De status van de taal is dus onveilig en haar voortbestaan bedreigd.
De taal wordt op alle (Engelstalige) scholen in de hele Ierse Republiek als tweede taal onderwezen, wat niet wil zeggen dat ze ook geleerd wordt. Het aantal scholen met Iers als primaire onderwijstaal is de laatste decennia in het overwegend Engelstalige deel gegroeid, niet alleen in de Republiek maar ook in Noord-Ierland, waar de rooms-katholieke nationalisten de taal willen gebruiken om zich tegenover de Engelsgezinde unionisten te profileren.
Als eerste taal fungeert het Iers nog in de Gaeltacht, kleine groepen samenhangende dorpen en buurtschappen in de graafschappen Donegal, Mayo, Galway, Kerry en zeer kleine gebieden in Waterford en Meath. In de hele republiek is de bewegwijzering tweetalig; alleen in de Gaeltacht is ze eentalig Iers.
TG4 (TG Ceathair; IPA: /tiː dʒiː kʲahəɾʲ/) is een Ierse nationale televisiezender die vrijwel uitsluitend in het Iers uitzendt. Raidió na Gaeltachta is de Ierstalige radiozender van staatsomroep RTÉ.
Iers werd in juni 2005 tot een van de officiële talen van de Europese Unie aanvaard, met ingang van 1 januari 2007.

## Bron
B. Ó Cuív (ed.), A View of the Irish Language, Dublin 1969

## Letters
Traditioneel worden de letters naar bomen en struiken genoemd. De namen zijn:
| Ogham | Ierse naam              | Betekenis      |       | Ogham          | Ierse naam           | Betekenis |
| ᚐ     | Ailm                    | iep            | ᚂ     | Luis           | lijsterbes           |           |
| ᚁ     | Beith                   | berk           | ᚋ     | Muin           | wijnrank             |           |
| ᚉ     | Coll                    | hazelaar       | ᚅ     | Nuin, Nin      | es                   |           |
| ᚇ     | Dair                    | eik            | ᚑ (ᚖ) | Onn (Oir)      | brem                 |           |
| ᚓ (ᚕ) | Eadhadh, Edad (Eabhadh) | esp            | ᚚ     | Peith, Pin     | dwergvlier           |           |
| ᚃ     | Fearn, Fern             | els            | ᚏ     | Ruis           | vlier                |           |
| ᚌ     | Gath, Gort              | klimop         | ᚄ     | Sail           | wilg                 |           |
| ᚆ     | (H)uath                 | witte meidoorn | ᚈ     | Teithne, Tinne | gaspeldoorn of hulst |           |
| ᚔ     | Íodha, Idad             | taxus          | ᚒ     | Ur, Úr         | sleedoorn            |           |

Tegenwoordig worden de letters meestal benoemd als in het Engels, behalve de a die benoemd wordt zoals hij wordt uitgesproken.

## Medeklinkers

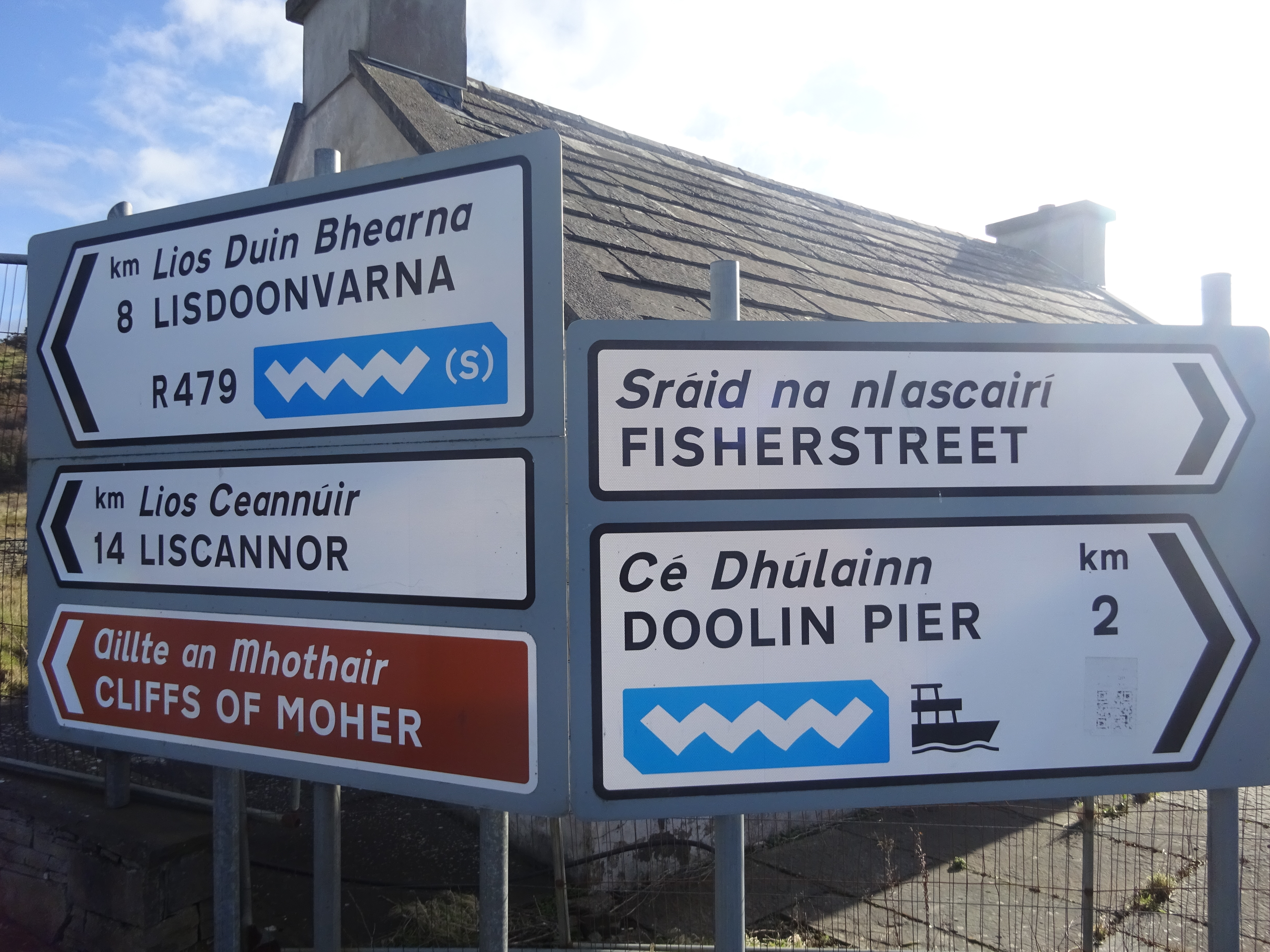
Tweetalige Iers-Engelse borden

De medeklinkers zijn: b, c (uitspraak k), d, f, g, l, m, n, p, r, s, t.
De h komt voor als voorvoegsel bij een woord dat met een klinker begint. In dat geval komt de h vóór de eventuele hoofdletter: na hÉireann. In Latijns lettertype schrijft men een h achter een medeklinker om lenitie aan te geven.
De v komt soms in vreemde woorden voor, maar in inheemse woorden wordt deze klank steeds voorgesteld met bh of mh.
Staat bh of mh aan het begin van een woord, dan is er sprake van lenitie (of, bij bhf, van eclipsis). Staat bh of mh elders, dan is er geen sprake van klankverandering.

### Broad en slender
Alle medeklinkers kunnen zowel velaar (‘broad’, ‘caol’) als palataal (‘slender’, ‘leathan’) worden uitgesproken (zie ook palatalisatie). Voorbeelden van zachte (palatale) medeklinkers in het Nederlands zijn sj in sjonge en gn in signaal. In het Iers kan iedere harde velaar op deze manier worden verzacht.
Staan er meerdere medeklinkers achter elkaar, dan zijn ze gezamenlijk ‘broad’ of ‘slender’.
In de orthografie van het Modern-Iers wordt ‘slender’ aangegeven door een i of e (maar niet ae) voor én achter een medeklinker of groep medeklinkers te plaatsen. De klinkers aan weerszijden van een medeklinker moeten dus altijd overeenkomen (‘broad’ met ‘broad’ en ‘slender’ met ‘slender’: caol le caol agus leathan le leathan).
Voorbeeld: het woord baile heeft een broad b en een slender l. De uitspraak is /bɑljə/ (of balle, uitgesproken door een Spanjaard).

## Mutaties

### Lenitie en eclipsis
Afhankelijk van de grammaticale omstandigheden kan de beginletter van een woord veranderen. Er zijn twee soorten consonantmutaties, namelijk x-lenitie (een van de vele vormen van lenitie, voorheen aspiratie genoemd) en eclipsis (of nasalering).
Lenitie wordt weergegeven door een h achter de letter te zetten, of (in het Ierse lettertype) met een punt boven de letter.
De spelling ts (komt voor na het lidwoord an) is hierop een uitzondering.
Eclipsis wordt geschreven door de werkelijke klank vóór de oorspronkelijke letter te zetten.
Ook hierop is een uitzondering: ng (men zou de spelling ngg verwachten: oorspronkelijk g, veranderd in ng).
Bij een naam komt de werkelijke klank vóór de hoofdletter.
Het is dus mogelijk dat de tweede (soms derde) letter van een woord een hoofdletter is: i gCorcaigh (in Cork), een verschijnsel dat we ook al zagen met de letter h.
Met enige ervaring kan men eclipsis en lenitie direct herkennen.
Dat is belangrijk als men een woord in een woordenboek wil opzoeken.
Voorbeeld:
- Ongemuteerd: baile, uitspraak /bɑljə/, balje
- Lenitie: bhaile, uitspraak /wɑljə/, walje
- Eclipsis: mbaile, uitspraak /mɑljə/, malje

In het woordenboek vindt men alleen baile.
| ongemuteerd | ongemuteerd   | ongemuteerd      |          | lenitie                 | lenitie                    | lenitie  |                        | eclipsis               | eclipsis | eclipsis |
| spelling    | uitspraak     | uitspraak        | spelling | uitspraak               | uitspraak                  | spelling | uitspraak              | uitspraak              |          |          |
| spelling    | broad         | slender          | spelling | broad                   | slender                    | spelling | broad                  | slender                |          |          |
| b           | b             | bj               | bh       | als Nederlandse w       | v                          | mb       | m                      | mj                     |          |          |
| c           | k (altijd)    | kj               | ch       | Achlaut (als in lachen) | Ichlaut (als in Duits ich) | gc       | als g in goal          | j                      |          |          |
| d           | d             | dj               | dh       | als Nederlandse g       | zachte g                   | nd       | n                      | nj                     |          |          |
| f           | f             | fj               | fh       | wordt niet uitgesproken | wordt niet uitgesproken    | bhf      | als Nederlandse w      | v                      |          |          |
| g           | als g in goal | j                | gh       | als Nederlandse g       | zachte g                   | ng       | ng                     |                        |          |          |
| l           | l             | lj               | l        | vertoont geen lenitie   | vertoont geen lenitie      | l        | vertoont geen eclipsis | vertoont geen eclipsis |          |          |
| m           | m             | mj               | mh       | als Nederlandse w       | v                          | m        | vertoont geen eclipsis | vertoont geen eclipsis |          |          |
| n           | n             | nj               | n        | vertoont geen lenitie   | vertoont geen lenitie      | n        | vertoont geen eclipsis | vertoont geen eclipsis |          |          |
| p           | p             | pj               | ph       | f                       | fj                         | bp       | b                      | bj                     |          |          |
| r           | r             | r, zweemt naar z | r        | vertoont geen lenitie   | vertoont geen lenitie      | r        | vertoont geen eclipsis | vertoont geen eclipsis |          |          |
| s           | s             | sj               | sh       | h                       | h                          | s        | vertoont geen eclipsis | vertoont geen eclipsis |          |          |
| s           | s             | sj               | ts †     | t                       | tj                         | s        | vertoont geen eclipsis | vertoont geen eclipsis |          |          |
| t           | t             | tj               | th       | h                       | h                          | dt       | d                      | dj                     |          |          |

† Na lidwoord an verandert s door lenitie niet in sh maar in ts.
Lenitie en eclipsis werden oorspronkelijk voornamelijk veroorzaakt door de eindklank van het voorafgaande woord. Vaak is die eindklank in het moderne Iers verdwenen, maar de lenitie of eclipsis gebleven. De regels voor lenitie en eclipsis, die beschrijven wanneer deze klankveranderingen worden toegepast, zijn zeer uitgebreid.

### Woorden die met een klinker beginnen
Begint een woord met een klinker, dan is het mogelijk dat er een h, t of n aan voorafgaat. Bijvoorbeeld: an t-aingeal (de engel). Dankzij het koppelteken ziet de lezer meteen dat er een letter extra staat en dat hij onder aingeal in het woordenboek moet kijken. Begint het woord met een hoofdletter, dan vervalt het koppelteken, bijvoorbeeld Poblacht na hÉireann (Republiek Ierland).

## Spraakkunst

### Zinsbouw
De standaard woordvolgorde van een Ierse zin is werkwoord-subject-object. De handeling wordt eerst beschreven, dan het onderwerp en daarna andere voorwerpen, zoals het lijdend voorwerp en meewerkend voorwerp. Anders dan in het Nederlands, komt in het Iers het werkwoord dus altijd op de eerste plaats in de zin:
- Cheannaigh Máire leabhar. "Máire kocht een boek."
- Feiceann an cailín thú. "Het meisje ziet jou."
- Thit mé. "Ik viel."

Wanneer er een meewerkend voorwerp is, wordt dit aangegeven met een voorzetsel en komt het achter het onderwerp en lijdend voorwerp te staan:
- Thug Máire leabhar do Liam. "Máire gaf een boek aan Liam."
- D'inis Máire scéal dom. "Máire vertelde mij een verhaal."

Wanneer het lijdend voorwerp een voornaamwoord is, komt dat voornaamwoord gewoonlijk aan het einde van zin. Het onderwerp staat altijd direct achter het werkwoord, zelfs als het een voornaamwoord is:
- Thug Máire do Liam é. "Máire gaf het aan Liam."
- Thug sí leabhar dom. "Ze gaf mij een boek."
- Thug sí dom é. "Ze gaf het aan mij."

Een zin kan nog meer informatie bevatten, zoals een tijds- of plaatsbepaling, of andere betrokken voorwerpen. Gewoonlijk komt dit helemaal achteraan. Plaatsbepalingen staan meestal voor tijdsbepalingen:
- Cheannaigh mé leabhar i mBaile Átha Cliath. "Ik kocht een boek in Dublin."
- Thit mé inné. "Ik viel gisteren."
- Cheannaigh mé leabhar i mBaile Átha Cliath inné. "Ik kocht gisteren een boek in Dublin."

Het voornaamwoord als lijdend voorwerp komt nog steeds achteraan:
- Feiceann an cailín anois thú. "Het meisje ziet je nu."
- Feicim ar an mbord é. "Ik zie het op de tafel".

### Lidwoord
Het Iers kent twee lidwoorden; an en na. An wordt gebruikt voor het enkelvoud, behalve voor de genitief vrouwelijk. Na wordt gebruikt voor het meervoud en voor de genitief vrouwelijk enkelvoud. Het lidwoord veroorzaakt in veel gevallen mutatie.
Bij mannelijke woorden die beginnen met een klinker komt er in de nominatief enkelvoud na an een t- voor;
- úll "appel" wordt an t-úll "de appel"

Vrouwelijke woorden die beginnen met een medeklinker ondergaan lenitie in de nominatief enkelvoud na an:
- bean "vrouw" wordt an bhean "de vrouw"
- sráid "straat" wordt an tsráid "de straat"

Mannelijke woorden die beginnen met een medeklinker ondergaan lenitie in de genitief enkelvoud na an;
- an bus "de bus (nom.)" wordt an bhus "van de bus (gen.)"
- an siopa "de winkel (nom.)" wordt an tsiopa "van de winkel (gen.)"

Vrouwelijke woorden die beginnen met een klinker krijgen in de genitief enkelvoud na na een h-;
- an oíche "de nacht (nom.)" wordt na h-oíche "van de nacht (gen.)"

Woorden in het meervoud die beginnen met een klinker krijgen na na in de nominatief een h-;
- ainmneacha "namen" wordt na h-ainmneacha "de namen"

Woorden in het meervoud die beginnen met een medeklinker ondergaan eclipsis in de genitief na na;
- na páistí "de kinderen (nom.)" wordt na bpáistí "van de kinderen (gen.)"

Woorden in het meervoud die beginnen met een klinker krijgen n- in de genitief na na;
- na h-ainmneacha "de namen (nom.)" wordt na n-ainmneacha "van de namen (gen.)"

### Zelfstandig naamwoord
Elk Iers zelfstandig naamwoord behoort tot de twee geslachten; mannelijk of vrouwelijk. Wanneer een zelfstandig naamwoord verwijst naar een persoon of dier, is het geslacht van dat woord over het algemeen het biologische geslacht, maar er zijn uitzonderingen; zo is het grammaticale geslacht van stail (hengst) vrouwelijk en van cailín (meisje) mannelijk. Wanneer er echter met een persoonlijk voornaamwoord verwezen wordt naar het mannelijke woord cailín, zal toch het vrouwelijke voornaamwoord sí worden gebruikt.
Het geslacht van een woord kan in sommige gevallen afgeleid worden van het woord zelf, maar dit kan lang niet altijd. Zelfstandige naamwoorden die eindigen met een broad-klank zijn vaak mannelijk en zelfstandige naamwoorden die eindigen met een slender-klank zijn vaak vrouwelijk:
| Mannelijk     |                          | Vrouwelijk |
| cupán "kopje" | cill "kerkhof"           |            |
| ceann "hoofd" | cathair "stad"           |            |
| cat "kat"     | súil "oog"               |            |
| bóthar "weg"  | deoir "traan", "druppel" |            |

Maar er zijn belangrijke uitzonderingen:
| Mannelijk       |                 | Vrouwelijk |
| im "boter"      | clann "familie" |            |
| cailín "meisje" | lámh "hand"     |            |

In sommige gevallen is het geslacht van een zelfstandig naamwoord af te leiden uit de uitgang van het woord:
| Mannelijk  | voorbeeld           |          | Vrouwelijk                | voorbeeld |
| -ín        | caipín "muts"       | -óg/-eog | fuinneog "raam"           |           |
| -óir/-eoir | múinteoir "leraar"  | -lann    | leabharlann "bibliotheek" |           |
| -acht      | acht "wet"          | -acht    | Gaeltacht                 |           |
| -éir       | búistéir "slager"   | -áil     | cáil "reputatie"          |           |
| -án        | cupán "kopje"       | -íl      | feadaíl "het fluiten"     |           |
| -a         | mála "zak"          | -íocht   | filíocht "poëzie"         |           |
| -adh       | geimhreadh "winter" |          |                           |           |
| -aire      | iascaire "visser"   |          |                           |           |

-acht is een mannelijke uitgang bij woorden van één lettergreep en een vrouwelijke uitgang bij woorden van meer dan één lettergreep.